# Arnaldo Angeli
Arnaldo Angeli Filho, más conocido como Angeli (São Paulo, 31 de agosto de 1956), es uno de los más conocidos cargadistas e historietistas brasileños.

## Biografía
Comenzó a trabajar a los catorce años en la revista Senhor, además de colaborar en varios fanzines. En 1973 fue contratado por el periódico Folha de São Paulo, donde continúa hasta hoy día.
Desde los años 1980, ha desarrollado una extensa galería de personajes, famosos por el humor anárquico y urbano que reflejan, y entre ellos corresponde destacar al izquierdista anacrónico Meia Oito, y también a su compañero homosexual Nanico (personaje introvertido y discreto, pero no mucho).
También debe citarse a Rê Bordosa, conocida como la junkie más «porralouca» (alocada) de los años 1980; así como a Luke y Tantra, las adolescentes que solamente piensan en perder la virginidad; y a Wood & Stock, dos viejos hippies que dejaron sus excentricidades y sus ataques neuróticos en la década de 1960.
La extensa galería de los personajes de Angeli también contiene a Skrotinhos, la versión underground de Los Sobrinos del Capitán (en portugués, Os Sobrinhos do Capitão); y las Skrotinhas, la versión «xoxotinha» (calentona) de los Skrotinhos. Tampoco puede dejar de mencionarse a Mara Tara, la ninfomaníaca más pervertida de los quadrinhos; ni a Rhalah Rikota, el gurú espiritual comedor de discípulas; ni a Edi Campana, un voyeur y fetichista que siempre está en búsqueda del mejor ángulo femenino; ni al periodista Benevides Paixão, corresponsal de un diario brasilero en Paraguay, y el único en haber conseguido entrevistar a Rê Bordosa.
Está muy respetable lista de personajes, no estaría completa si también no se cita a Ritchi Pareide, el roquero de Leblão; y a Rampal, el paranormal; y al machista Bibelô; y al egocéntrico Walter Ego (también conocido como "o mais Walter dos Walters", o sea, "el más Walter de los Walters"); y a Osgarmo, el individuo vapt-vupt (o sea, el que llegó y salió); y a Rigapov, el imbécil del Apocalipsis; y a Hippo-Glós, el hipocondríaco (inspirado en Cacá Rosset); y a Vudu; y a Los Três Amigos y Bob Cuspe, el anárquico punk que presentó las peores criaturas de nuestras generaciones. El propio artista también fue uno de los personajes de su galería, al concebir y crear las tiras cómicas "Angeli em crise", así como al personaje "Angel Villa" de Los Três Amigos.
Lanzado por la editorial Circo en 1983, la revista Chiclete com Banana, fue todo un suceso (con un tiraje inicial de 20,000 ejemplares, llegó a alcanzar 110,000). Esta publicación contó con la colaboración de nombres tales como Luiz Gê, Roberto Paiva, Glauco Mattoso, y Laerte Coutinho. "Chiclete com Banana" es considerada hasta hoy, como una de las más importantes publicaciones de historietas para adultos, editadas en Brasil.
Angeli vio sus creaciones publicadas en Alemania, Francia, Italia, España, y Argentina, pero fue en el mercado de Portugal donde obtuvo más destaque, y donde una compilación de su trabajo fue lanzada por la editora Devir en el año 2000, momento en el que también vieron la luz una serie de animaciones de sus personajes, realizados por una coproducción entre TV Cultura (de Brasil) y la productora portuguesa Animanostra.
Angeli trabajó en la Rede Globo, como redactor del programa infantil TV Colosso (1993-1996), y en esa misma red de teledifusión, entre 1995 a 2005, hizo diseños de 5 segundos, que se radiaban cuando tocaba intervalo al emitirse los filmes.
En 2006, produjo y lanzó una larga animación titulada Wood & Stock: Sexo, Orégano e Rock'n'Roll, junto al director Otto Guerra.

## Obras publicadas
- República Vou Ver (1983)
- Bob Cuspe e Outros Inúteis (1984)
- Rê Bordosa (1984)
- Rê Bordosa, a Morte da Porraloca (1987)
- Mara Tara e Oliveira Junkie (1990)
- FHC, Biografia Não Autorizada (1995)
- Os Skrotinhos - A Fome e a Vontade de Comer, Sobras Completas

Coautoría con Laerte y Glauco, dos álbumes:
- Los 3 Amigos 1 (1992)
- Los 3 Amigos 2 (1994)

Recopilación de obras publicadas por la Editora Devir
- Wood & Stock - Psicodelia e Colesterol
- Sexo é Uma Coisa Suja
- Luke e Tantra
- Os Skrotinhos
- Os Skrotinhos 2
- Rê Bordosa

## Premios y reconocimientos
- Prêmio Angelo Agostini - Mestre do quadrinho nacional : 2004 Angeli - Mestre do quadrinho nacional ; 1986 Chiclete com Banana (Circo Editorial) - Lançamento ; (lista de ganadores 1985-2013)

- Trofeo HQ Mix: 1996 Angeli - Melhor desenhista nacional ; (lista de ganadores 1989-2012)